# إيركو دي إتش 16
إيركو دي إتش 16 (بالإنجليزية: Airco DH.16) هي طائرة رحلات جوية تجارية، ذات السطحين والاأربعة مقاعد. أنتجت في بريطانيا. من صناعة إيركو. كانت تستخدم بشكل أساسي من قبل شركة طائرات النقل والسفر المحدودة. كان أول طيران لها في 1919. دخلت الخدمة في 1919، انتهت خدمتها في 1923. صنع منها 9 طائرة.